# Ulrik Frederik Gyldenløve
Ulrik Frederik Gyldenløve, född 1638, död 1704 i Hamburg, var en dansk militär och fältherre samt ståthållare i Norge 1664-1699. Han var oäkta son till kung Fredrik III av Danmark och dennes älskarinna Margarete Pape, halvbror till kung Kristian V av Danmark och den svenska drottningen Ulrika Eleonora, samt brorson till Christian Ulrik Gyldenløve.

## Biografi
Ulrik Frederik Gyldenløve deltog i krigen mot Sverige 1657–1660 och utmärkte sig särskilt i slaget vid Nyborg. 1664 blev han ståthållare och från 1666 även kommenderande general i Norge. Han förvärvade sig norrmännens stora tillgivenhet och genomförde flera nyttiga reformer, även om han saknade ihärdighet att fullfölja deras genomförande till slut. Tillsammans med Frederik Ahlefeldt och Peder Schumacher Griffenfeld utövade Gyldenløve ett avgörande inflytande på den danska politiken under Kristian V:s första år, och under hela dennes regering vägde hans ord tungt. Han ledde framgångsrikt de norska trupperna som intog Bohuslän under det skånska kriget 1675–1679. Efter kriget återvände han till Danmark, dock med bibehållande av sin ställning i Norge. 1699 nedlade Gyldenløve sina ämbeten och tillbringade sjuk och missmodig sina sista år i Hamburg.
År 1672 lät han uppföra Charlottenborgs Palats i Köpenhamn.
Den utslocknade greveätten Danneskjold-Løvendal härstammade från honom.

## Förläningar
- Udsten Kloster, Norge, 1657-
- Kalø slott, Nordjylland, 1660-1670
- Laurvigen grevskap, Norge, 1671-
- Griffenfeld grevskap, Norge, köpt 1683-

## Äktenskap
Ulrik Frederik var gift tre gånger.
- 1. 1659-1660 hemligt gift med Sofie Urne, upplöstes 1660.
- 2. 1660-1670 med Marie Grubbe, skilsmässa 1670.
- 3. 1677-1701, med Antonia Augusta af Aldenburg. Avled 1701.